# リプレイはずし
リプレイはずし（リプレイハズシ、リプレイ外しと表記される場合もある）は、パチスロ用語で4号機のビッグボーナス中の打ち方の総称。また5号機以降の機種にも概念が取り入れられている機種がある。

## 概要
最終JACイン（リプレイ絵柄で代用されていることが多い）をわざと取りこぼすことにより小役ゲームを延命させ獲得枚数増加を狙う攻略法。小役回収打法と並び、4号機を代表する攻略法である。リプレイを外す手順は機種ごとに異なるが、「リプレイテンパイ時にリプレイ間が6コマ以上ある箇所を狙う」、「リプレイ入賞とチェリーなどの複合揃いを避ける制御を利用する」、「変則押しをすることで自動的にリプレイが外れる」ものが代表的である。例えばハイパーラッシュ（山佐）では逆押しをするだけでリプレイを外す（JACイン回避）ことができる。

## 4号機時代
初の4号機となるチェリーバー（エレコ）の試打にて当時のパチスロ攻略誌のライター、チャンピオン木崎が考案。チェリーバーは小役ゲーム中に2枚掛けをするとリプレイ確率が約1.6分の1とアップする仕様となっていたため、小役ゲーム終了直前までリプレイを外して獲得枚数を増やすことが可能であった。

## 5号機におけるリプレイはずし
5号機は規定変更により、リプレイはずしは事実上不可能になった。アクロスの5号機ハナビでは、「花火チャレンジ」中に4号機ハナビのリプレイ外しと同様の手順を行うことでRTを延命させることが可能となっており、当時のゲーム性を再現している。

## 6号機時代
ATを擬似ボーナスと扱っている「花火絶景」などでは、目押しによるリプレイ外しを4号機さながらに再現しており、目押しミスで100枚以上の差が付く可能性のある機種である。ただしこれはあくまで疑似ボーナスであり、内部的には複数の図柄のリプレイが同時成立しているだけである。
リプレイを取りこぼせない仕様は事実上5号機のままだが、規定によりJAC IN図柄をリプレイ図柄以外で用意することが必須となった。これによりJAC外しの概念は再来した。シミュレーション試験では即JAC INするが（BB中のREG扱いなので成立Gで揃う）、手動で打つ場合はJACをこぼして「シフト持ち越し」状態のまま1種BBを継続する事が可能である。シフト持ち越し時限定の高純増小役を高確率で成立させることで、試験ではゼロボ扱いの減算していくボーナスを、高純増のボーナスとして利用した機種が複数生まれた。6号機「ガメラ」「ツインエンジェルPARTY」等は顕著であり、常にJACをわざと取りこぼし、シフト持ち越し状態のままBIGを進行させるゲーム性となっている。
「獲得枚数を増やす目的での、小役ゲーム中のJAC IN外し」という意味ではある意味4号機リプレイハズシと同様だが、小役ゲーム数の延長ではなく、小役・リール制御の変化が6号機内では主目的である。